# Phasmophaga americana
Phasmophaga americana är en tvåvingeart som först beskrevs av Daniel William Coquillett 1897.  Phasmophaga americana ingår i släktet Phasmophaga och familjen parasitflugor. Inga underarter finns listade i Catalogue of Life.